# Diga del Bidighinzu
La diga del Bidighinzu è uno sbarramento artificiale situato ai piedi del monte Orzastru, in territorio di Bessude, città metropolitana di Sassari. Realizzata per scopi potabili sul rio Bidighinzu (affluente del Riu Mannu di Porto Torres), genera il lago omonimo.
La diga, edificata tra il 1952 e il 1959 su progetto dell'ingegnere Sante Serafini, e collaudata il 13 maggio 1966, è di tipo murario a gravità ordinaria, in calcestruzzo. Ha un'altezza, calcolata tra quota coronamento e punto più basso del piano di fondazione, di 43 metri e sviluppa un coronamento di 227 metri a 334 metri sul livello del mare.
Alla quota di massimo invaso, prevista a m 333 s.l.m., il bacino generato dalla diga ha una superficie dello specchio liquido di circa 2,250 km² mentre il suo volume totale è calcolato in 18,15 milioni di m³. La superficie del bacino imbrifero direttamente sotteso risulta pari a 50 km².

L'impianto è dotato di una torre di presa che permette il prelievo di acque differenziali.
L'opera, di proprietà della Regione Sardegna, fa parte del sistema idrico multisettoriale regionale ed è gestito dall'Ente acque della Sardegna.